# Copa CAF 1992
La Copa CAF 1992 es la primera edición de este torneo de fútbol a nivel de clubes de África organizado por la CAF y que contó con la participación de 31 clubes de países miembros de la Confederación.
El Shooting Stars de Nigeria venció en la final al Nakivubu Villa de Uganda para ser el primer campeón del torneo.

## Primera Ronda
| Equipo 1           | Agr.        | Equipo 2              | Ida | Vuelta |
| ------------------ | ----------- | --------------------- | --- | ------ |
| Kaloum Star        | 4–5         | ASMO Libreville       | 3–0 | 1–5    |
| ASM Oran           | 5–2         | ASC Air Mauritanie    | 4–0 | 1–2    |
| Al-Wahda           | 3–2         | Al-Mourada SC         | 1–0 | 2–2    |
| CA Bizertin        | 4–1         | Zumunta AC            | 3–0 | 1–1    |
| Diamant Yaoundé    | 3–1         | AS CotonTchad         | 2–0 | 1–1    |
| Djoliba AC         | 2–2 (a)     | USC Bobo Dioulasso    | 2–1 | 0–1    |
| Étoile du Congo    | 5–1         | Deportivo Mongomo     | 5–0 | 0–1    |
| SC Gagnoa          | 3–1         | AS Petroca            | 3–0 | 0–1    |
| Kisumu Postal      | 4–1         | Small Simba SC        | 2–1 | 2–0    |
| Linare FC          | 3–2         | Ferroviário de Maputo | 1–0 | 2–2    |
| Mbongo Sport       | 5–0         | African Stars         | 3–0 | 2–0    |
| Mufulira Wanderers | w/o1        | Sagrada Esperança     | —   | —      |
| Nakivubo Villa     | 5–2         | Moneni Pirates        | 3–1 | 2–1    |
| ASEC Ndiambour     | 0–0 (5–4 p) | East End Lions        | 0–0 | 0–0    |
| Real Tamale United | 1–1 (5–6 p) | Dragons de l'Ouémé    | 1–0 | 0–1    |
| Shooting Stars     | bye         |                       |     |        |

1- El Mufulira Wanderers abandonó el torneo antes de jugar el partido de ida.

## Segunda Ronda
| Equipo 1              | Agr.        | Equipo 2          | Ida | Vuelta |
| --------------------- | ----------- | ----------------- | --- | ------ |
| ASM Oran              | 4–3         | Al-Wahda          | 3–0 | 1–3    |
| Dragons de l'Ouémé    | 0–3         | ASMO Libreville   | 0–0 | 0–3    |
| Ferroviário de Maputo | 5–5 (5–4 p) | Sagrada Esperança | 3–2 | 2–3    |
| SC Gagnoa             | 3–0         | Étoile du Congo   | 2–0 | 1–0    |
| Mbongo Sport          | 1–1 (a)     | Diamant Yaoundé   | 0–0 | 1–10   |
| Nakivubo Villa        | 2–0         | Kisumu Postal     | 1–0 | 1–0    |
| ASEC Ndiambour        | 2–4         | CA Bizertin       | 1–0 | 1–4    |
| USC Bobo Dioulasso    | 1–4         | Shooting Stars    | 1–1 | 0–3    |

## Cuartos de final
| Equipo 1       | Agr.        | Equipo 2              | Ida | Vuelta |
| -------------- | ----------- | --------------------- | --- | ------ |
| ASM Oran       | 0–2         | CA Bizertin           | 0–0 | 0–2    |
| SC Gagnoa      | 1–5         | Ferroviário de Maputo | 0–2 | 1–3    |
| Nakivubo Villa | 3–2         | ASMO Libreville       | 3–1 | 0–1    |
| Shooting Stars | 1–1 (3–2 p) | Mbongo Sport          | 1–0 | 0–1    |

## Semifinales
| Equipo 1       | Agr.        | Equipo 2              | Ida | Vuelta |
| -------------- | ----------- | --------------------- | --- | ------ |
| CA Bizertin    | 2–3         | Shooting Stars        | 2–0 | 0–3    |
| Nakivubo Villa | 2–2 (4–3 p) | Ferroviário de Maputo | 1–1 | 1–1    |

## Final
| Equipo 1       | Agr. | Equipo 2       | Ida | Vuelta |
| -------------- | ---- | -------------- | --- | ------ |
| Nakivubo Villa | 0–3  | Shooting Stars | 0–0 | 0–3    |

## Campeón
| Copa CAF 1992            |
| ------------------------ |
| Bandera de Nigeria       |
| Shooting Stars 1º Título |